# NGC 2217
NGC 2217 là một thiên hà xoắn ốc gần như trực diện với khoảng 100 nghìn năm ánh sáng nằm cách Trái đất khoảng 65 triệu năm ánh sáng trong chòm sao Đại Khuyển. Nó là một phần của Nhóm thiên hà NGC 2217. Nó được phân loại là một thiên hà xoắn ốc dạng thanh.
Một đặc điểm đáng chú ý là hình dạng xoáy của thiên hà này. Ở khu vực trung tâm rất tập trung của nó, chúng ta có thể thấy một thanh sao rất đặc biệt, phát sáng trong một vòng hình bầu dục. Xa hơn nữa, một tập hợp các cánh tay xoắn ốc bị thương chặt chẽ gần như tạo thành một vòng tròn quanh thiên hà.
Thanh trung tâm đóng một vai trò quan trọng trong sự phát triển của một thiên hà. Ví dụ, chúng có thể đưa khí phễu về phía trung tâm của thiên hà, giúp nuôi sống một lỗ đen trung tâm hoặc hình thành các ngôi sao mới.